# Richard Lawrence
Richard Webster "Dick" Lawrenc, född 22 juli 1906, död juni 1974 i Rochester, var en amerikansk bobåkare.
Lawrence blev olympisk bronsmedaljör i tvåmansbob vid vinterspelen 1936 i Garmisch-Partenkirchen.